# 1438 w polityce

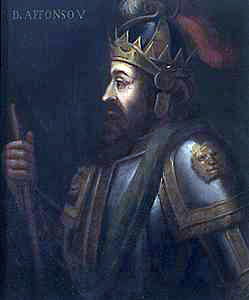
Alfons V Afrykańczyk

Wydarzenia polityczne w 1438 roku.

## Wydarzenia
- 29 czerwca – Albrecht II Habsburg zostaje królem Niemiec.
- 9 września – Sześcioletni wówczas Alfons V Afrykańczyk zostaje królem Portugalii[1].

## Zmarli
- 9 września – Edward I Aviz, król Portugalii[2][3].